# Глуви барут (филм)
Глуви барут је југословенски филм из 1990. године. Режирао га је Бахрудин Ченгић, према истоименом роману Бранка Ћопића.